# Coupe des Comores féminine de football
La coupe des Comores féminine de football est une compétition annuelle de football féminin à élimination directe disputée entre clubs comoriens.

## Palmarès
| Saison | Vainqueur                                         | Score                                             | Finaliste                                         |
| ------ | ------------------------------------------------- | ------------------------------------------------- | ------------------------------------------------- |
| 2008   | Étoile 3 de Salamani                              |                                                   |                                                   |
| 2009   | Club Maman de Moroni                              | 9-0                                               | Étoile 3 de Salamani                              |
| 2019   | FC Wuvanga                                        | 5-1                                               | Club Maman de Moroni                              |
| 2020   | Non disputée en raison de la pandémie de Covid-19 | Non disputée en raison de la pandémie de Covid-19 | Non disputée en raison de la pandémie de Covid-19 |
| 2021   | Ouvanga Espoir                                    | 2-0                                               | FC Inanga                                         |
| 2022   | Olympic de Moroni                                 | 1-0                                               | FC Ouvanga                                        |
| 2023   | Olympic de Moroni                                 | 4-0                                               | FC Mwalimdjini                                    |